# Przemysław Lechowski
Przemysław Lechowski (ur. 10 kwietnia 1977 w Bielsku-Białej) – polski pianista klasyczny.

## Życiorys
Ukończył Akademię Muzyczną im. Karola Szymanowskiego w Katowicach, następnie doskonalił swoje umiejętności na Akademii Muzycznej Fryderyka Chopina w Warszawie. Jest absolwentem Studiów Podyplomowych Służby Zagranicznej i Międzynarodowej na Wydziale Prawa i Administracji Uniwersytetu im. Adama Mickiewicza w Poznaniu.
Koncertował w Polsce, Francji, Niemczech, Rumunii, Norwegii, Włoszech, Czechach, Litwie, Indonezji, Chinach, a dla polskigo MSZ w Libanie, Rosji, na Seszelach i Mauritiusie. 
W uznaniu umiejętności pianistycznych oraz wkład w popularyzację muzyki Chopina na Syberii w roku 2013 otrzymał honorowy tytuł profesora Uniwersytetu w Tomsku, którego zrzekł się 24 lutego 2022 r. w geście protestu wobec agresji Rosji na Ukrainę.
W latach 2019–2020 pełnił obowiązki dyrektora Zespołu Państwowych Szkół Muzycznych im. Fryderyka Chopina w Warszawie. W czasie jego urzędowania szkoła kontynuowała unijną inwestycję budowy sali koncertowej na Bemowie. W sierpniu 2019 roku zawiadomił prokuraturę w związku z przestępstwami popełnionymi w ramach inwestycji, w efekcie czego utracił stanowisko. W roku 2021 osobiście zawiadomił Europejski Urząd ds. Zwalczania Nadużyć Finansowych OLAF w Brukseli oraz Prokuraturę Europejską EPPO w Luksemburgu o zaangażowaniu w tę sprawę wysokich urzędników państwowych i dostarczył dowody na ich udział w przestępstwie. Jego działania zatrzymały próbę nielegalnego wyprowadzenia 4,5 miliona euro ze środków Komisji Europejskiej.
Jest jednym z założycieli Fundacji Sztuki Pianistycznej im. Henryka Neuhausa.
Jest twórcą i dyrektorem artystycznym Międzynarodowego Festiwalu Pianistycznego Chopin w sercu Warszawy odbywającego się w miejscu związanym z życiem Fryderyka Chopina - kościele Świętej Trójcy w Warszawie. Jest współorganizatorem Festiwalu Muzycznego Chopin. Romantique w  Pałacu Romantycznym w Turznie (także miejscu związanym z życiem Chopina). W latach 2010–2019 był wiceprzewodniczącym jury Syberyjskiego Międzynarodowego Konkursu Pianistycznego im. Fryderyka Chopina w Tomsku (Rosja), zaś od roku 2012 wiceprzewodniczącym jury Galaxy International Piano Competition w Indonezji.
Był jednym z organizatorów i wykonawców koncertu Najdłuższe Urodziny, nagrodzonego Grand Prix oraz Pierwszą Nagrodą w kategorii Kultura dla najlepszej inicjatywy pozarządowej w Warszawie – S3KTOR.
Wystąpił w filmie Meet the World poświęconej sztuce pianistycznej, autorstwa francuskiego reżysera i kompozytora Fowziego Guerdjou.
Prowadził masterclass  w Polsce, Rosji (została zakończona wraz z ostatnią edycją konkursu chopinowskiego w Tomsku w roku 2019), Litwie, Chinach, Indonezji, Seszelach i Mauritiusie 
W listopadzie 2022 roku przeszedł operację usunięcia nowotworu nerwu prawej dłoni, powrócił do pełnej sprawności koncertowej po 10 miesiącach rehabilitacji. 
Mieszka w Warszawie. Jest bratem, tworzącego w Los Angeles kompozytora muzyki filmowej, Lucasa Lechowskiego.